# پارک ملی شبنیک جابلانیچی
پارک ملی شبنیک جابلانیچی (به لاتین: Shebenik-Jabllanicë National Park) یک پارک ملی و منطقه حفاظت‌شده در آلبانی است که در شهرستان الباسان واقع شده‌است.